# Queensferry
 (janvier 2019).
Si vous disposez d'ouvrages ou d'articles de référence ou si vous connaissez des sites web de qualité traitant du thème abordé ici, merci de compléter l'article en donnant les références utiles à sa vérifiabilité et en les liant à la section « Notes et références ».
Queensferry (souvent appelé South Queensferry pour la distinguer de North Queensferry) est une ville écossaise de 9 350 habitants (en 2016) située à une quinzaine de kilomètres à l'ouest d'Édimbourg, sur la rive sud du Firth of Forth entre le pont du Forth, le pont suspendu homonyme routier inauguré en 1964 et un troisième pont à haubans le nouveau pont du Forth,  mis en service en 2017.
Elle porte le titre honorifique de royal burgh de l'ancien comté de West Lothian, mais appartient désormais au council area d'Édimbourg.
Le nom de la ville (signifiant en anglais « le ferry de la reine ») date du passage de la reine Sainte Marguerite d'Écosse (au XIe siècle) qui débarqua du ferry en cette localité pour ensuite se rendre au château d'Édimbourg.